# شهرستان تویمازینسکی
شهرستان تویمازینسکی (به لاتین: Tuymazinsky District) یک شهرستان در روسیه است که در باشقیرستان واقع شده‌است.